# Greenfield (Indiana)
Greenfield è una città degli Stati Uniti d'America, capoluogo della Contea di Hancock, nello Stato dell'Indiana.
La popolazione era di 14.600 abitanti nel censimento del 2000.